# Татомир Володимир
Володи́мир Татоми́р (1902–1962, Філадельфія) — український галицький освітній і молодіжний діяч.
Родом зі Стрийщини. Учасник Листопадового Чину. Інженер. Був інтернований у польському таборі в Домб'є, звідки звільнився 1920-го та зайнявся «Пластом». Інспектор товариства «Просвіти» у Львові (серед іншого — організатор «Молодих Просвіт»). У 1941—1943 роках — керівник відділу молоді УЦК.
В еміграції в Німеччині й США.
Автор книги «Юнацтво в обороні рідної землі» (1960).